# Taketatsu Ayana
Taketatsu Ayana (Nhật: 竹達 彩奈 (Trúc Đạt Thái Nại) sinh ngày 23 tháng 6, 1989) là một nữ diễn viên lồng tiếng và ca sĩ người Nhật xuất thân từ tỉnh Saitama, Nhật Bản, được công ty quản lý tài năng Link Plan đại diện. Fanclub của cô được gọi là "Ayana Kōkoku" (あやな公国 (Thái Nại Công quốc) "Ayana Công quốc").
Vào năm 2012, cô ra mắt vai trò ca sĩ solo dưới hãng thu âm Pony Canyon và năm 2013, cô cùng Yūki Aoi thành lập một bộ đôi ca sĩ lấy tên là "Petit Milady". Năm 2017, Taketatsu thông báo trên blog cá nhân rằng cô đã rời công ty quản lý tài năng Assemble Heart để chuyển đến Link Plan. Năm 2019, cô kết hôn với nam diễn viên lồng tiếng Kaji Yūki vào sinh nhật tuổi 30. Năm 2022, cô mang thai một người con đầu lòng và hạ sinh bé vào ngày 3 tháng 11 cùng năm.

## Các vai lồng giọng
- Vai nhân vật chính được tô đậm.

### Anime truyền hình
2009
- Queen's Blade – Mako
- K-On! – Nakano Azusa
- Sasameki Koto – Akemiya Manaka
- Toaru Kagaku no Railgun – Bag Girl (tập 6), Girl (tập 7)
- Needless – Yua
- Maria-sama ga Miteru (mùa 4) – Baby (tập 2)
- Yumeiro Patissiere – Vanilla

2010
- Ichiban Ushiro no Daimaou – Michie Ōtake
- MM! – Mio Isurugi
- Oreimo – Kirino Kōsaka[9]
- Highschool of the Dead – Alice Maresato[10]
- Kami nomi zo Shiru Sekai – Takahara Ayumi[11]
- Kiss×sis – Ako Suminoe[12]
- Jewelpet Twinkle – Miria Marigold Mackenzie
- Star Driver: Kagayaki no Takuto – Aragon Simon[13]
- Densetsu no Yūsha no Densetsu – Eslina Folkel[14]
- Baka to Test to Shōkanjū – Shimizu Miharu
- Mayoi Neko Overrun! – Kiriya Nozomi, Shinobu (tập 7)
- Yumeiro Patissiere SP Professional – Vanilla

2011
- Kami nomi zo Shiru Sekai II – Takahara Ayumi
- Guilty Crown – Tsugumi
- Suzy's Zoo Daisuki! Witzy – Lulla
- Sket Dance – Quái kiệt học đường – Obaa-nyan (tập 22)
- Double-J – Houjō Ema
- Tamayura – Hitotose – Sawatari Fū
- Dog Days – Eclair Martinozzi
- Nekogami Yaoyorozu – Meiko
- Baka to Test to Shōkanjū: Ni! – Shimizu Miharu
- Ben-To – Inoue Asebi
- Honto ni Atta! Reibai Sensei – Akira Yajima (tập 20-21)
- YuruYuri – Majokko Mirakurun
- Rio RainbowGate! – Mint Clark

2012
- Queen's Blade Rebellion – Aldra
- Gokujyo: Gokurakuin Joshikōryō Monogatari – Kurihashi Minami
- Kono Naka ni Hitori, Imouto ga Iru! – Kunitachi Rinka
- Psycho-Pass – Sugawara Shoko/Spooky Boogie (tập 4 - 5)
- Sword Art Online  – Leafa/Kirigaya Suguha
- Dog Days – Eclair Martinozzi
- Highschool DxD – Tōjō Koneko
- Hagure Yūsha no Estetica – Aihara Minami
- Hyouka – Kimura
- Phi-Brain – Kami no Puzzle – Free Cell (khi còn nhỏ), Sakanoue Miharu
- Busou Shinki – Zielbellen "Zil"
- Pokémon: Black and White: Rival Destinies – Shōbu
- Yurumates 3D Plus  – em gái của Sae
- YuruYuri 2 – Kurumi/Mirakurun (Tập 1-6)

2013
- Kami Nomi zo Shiru Sekai: Goddesses Arc – Takahara Ayumi, Mercurius
- Sekai de Ichiban Tsuyoku Naritai! – Hagiwara Sakura
- Zettai Bōei Leviathan – Jörmungandr
- Sword Art Online: Extra Edition – Leafa/Suguha Kirigaya
- Tamayura – More Aggressive –	Sawatari Fū
- Date A Live – Itsuka Kotori
- Toaru Kagaku no Railgun S – Hazamaya Kana
- Highschool DxD New – Tōjō Koneko
- Mangirl! – Misono Sayuri

2014
- Wizard Barristers: Benmashi Cecil – Moyo Tentō
- Girl Friend BETA – Kohinata	Ichigo
- Space Dandy –	Mamitas (tập 2)
- Sword Art Online II –	Leafa/Suguha Kirigaya
- Date A Live II – Itsuka Kotori
- Denkigai no Honya-san – Fu Girl
- Toaru Hikūshi e no Koiuta – Ariel Albus
- Phi Brain: Kami no Puzzle – Free Cell (khi còn nhỏ)
- Momo Kyun Sword – Momoko
- Rokujōma no Shinryakusha!? – Karama

2015
- The Idolmaster Cinderella Girls – Koshimizu Sachiko
- Okusama ga Seito Kaichō! – Wakana Ui
- Onsen Yōsei Hakone-chan –	Ashinoko
- Kantai Collection – Yamato
- Seiken Tsukai no Word Break – Satsumi Ranjō
- Dog Days – Eclair Martinozzi
- Highschool DxD BorN – Tōjō	Koneko
- Magic Kaito 1412 –Princess Anne (tập 15)
- Lance N' Masques – Hō Yuifon
- Gakusen Toshi Aterisk – Pham Thi Tram

2016
- Berserk – Erica
- Dagashi Kashi – Shidare Hotaru
- Divine Gate – Hikari
- Gakusen Toshi Aterisk (mùa 2) – Pham Thi Tram
- CoCO & NiCO – Oppenheimer, Leon
- Okusama ga Seito Kaichō+! – Wakana Ui

2017
- Akiba's Trip: The Animation – Busujima Denko (tập 4)
- Yōkoso Jitsuryoku Shijō Shugi no Kyōshitsu e – Karuizawa Kei
- Hajimete no Gal – Kashii Yuu
- Tsugumomo – Kanagi Kasumi

2018
- Citrus – Aihara Yuzu
- Dagashi Kashi 2 – Shidare	Hotaru
- Highschool DxD Hero – Tōjō Koneko
- Million Arthur – Yamaneko Arthur
- Sword Art Online: Alicization –	Leafa/Suguha Kirigaya
- Ramen Daisuki Koizumi-san – Koizumi
- Pop Team Epic – Pipimi	(Tập 2 Phần A)
- The Master of Ragnarok & Blesser of Einherjar – Christina

2019
- Boogiepop and Others – Yurihara Minako[15]
- Date A Live III – Itsuka Kotori[16]
- Kawaikereba Hentai demo Suki ni Natte Kuremasuka? – Tokihara Sayuki[17]
- Ueno-san wa Bukiyō – Minamine[18]
- Kakegurui XX' – Mushibami Erimi[19]
- Magical Girl Spec-Ops Asuka – Yonamine Chisato[20]
- Gotoubun no hanayome – Nakano Nino[21]

2020
- Itai no wa Iya nano de Bōgyoryoku ni Kyokufuri Shitai to Omoimasu. –	Fredrica[22]
- Magia Record: Puella Magi Madoka Magica Gaiden – Alina Gray
- Noblesse – Erga Kenesis Di Raskreia[23]
- Kimi to Boku no Saigo no Senjō, Aruiwa Sekai ga Hajimaru Seisen – Risya In Empire[24]
- Peter Grill to Kenja no Jikan – Mimi Alpacas[25]
- Tsugu Tsugumomo – Kasumi Kagami
- Uzaki-chan wa Asobitai! – Asai Ami[26]

2021
- 100-man no inochi no ue ni ore wa tatteiru (mùa 2) – Yana[27]
- Có bạn gái, lại thêm bạn gái – Hoshizaki Rika[28]
- Full Dive – Kisaragi Reona[29]
- Goutobun no hanayome (mùa 2) – Nakano Nino[30]
- Megaton-kyū Musashi – Nishino Kiyoka[31][32]
- Sonny Boy – Kodama[33]
- Thám tử đã chết – Natsunagi Nagisa[34]
- The World Ends With You: The Animation –	Rhyme[35]
- Tōshinki G's Flame – Minamiya Reiu[36]
- Tôi là nhện đấy, có sao không? – Sophia Keren/Negishi Shouko[37]

2022
- BLEACH: Sennen Kessen-hen – Bambietta Basterbine[38]
- Kaijin Kaihatsubu no Kuroitsu-san – Camula[39]
- KanColle: Itsuka ano umi de[40]
- Shuumatsu no Harem – Kamiya Karen[41]
- Ái Tình Flops – Amelia Irving[42]
- Uchi no Shishō wa Shippo ga Nai – Kirino Enishi[43]
- Peter Grill to Kenja no Jikan: Super Extra - Alpacas Mimi[44]
- Arknights: Reimei Zensou - W[45]
- Akuyaku Reijō Nanode Last Boss o Katte Mimashita - Serena Gilbert[46]

2023
- Kubo-san wa Mob o Yurusanai - Taira Tamao[47]
- Isekai de Cheat Skill o Te ni Shita Ore wa, Genjitsu Sekai o mo Musōsuru - Kazama Kaede[48]
- Nokemono-tachi no Yoru - Wisteria[49]
- Yūsha ga Shinda! - Anri Haysworth[50]

### Anime điện ảnh
- K-On! (2011) – Nakano Azusa
- Berserk the Golden Age Arc III: Descent – Erica[51]
- Date A Live: Mayuri Judgement (2015) –	Itsuka Kotori[52]
- Girls und Panzer der Film (2015) – Shimada Alice[53]
- Snack World (2015) – Mayone[54]
- Gekijō-ban KanCollec (2016) – Yamoto
- Sword Art Online: Ranh giới hư ảo (2017) – Leafa / Kirigaya Suguha[55]
- Yōkai Watch Jam: Yōkai Gakuen Y - Neko wa Hīrō ni Nareruka (2019) – Daiouji Emma[56]
- DEEMO Sakura no Oto (2022) – Alice[57]
- Gotoubun no Hanayome (2022) – Nakano Nino[58]
- Idol Bu Show (2022) – Mori Nagaho [59]

### Trò chơi điện tử
| Năm                               | Tên                                                                             | Vai lồng tiếng                |
| --------------------------------- | ------------------------------------------------------------------------------- | ----------------------------- |
| 2011                              | The Legend of Heroes: Ao no Kiseki                                              | Shirley Orlando (NPC)         |
| 2012                              | Kingdom Hearts 3D: Dream Drop Distance                                          | Rhyme                         |
| 2012                              | Persona 4 Arena                                                                 | Labrys                        |
| 2013                              | Persona 4 Arena Ultimax                                                         | Labrys/Shadow Labrys          |
| 2013                              | Drakengard 3                                                                    | Four                          |
| 2013                              | Date A Live: Rinnne Utopia                                                      | Itsuka Kotori                 |
| 2013                              | Macross 30: Voices across the Galaxy                                            | Mei Leeron, Mia Sakaki        |
| 2013                              | Sword Art Online: Infinity Moment                                               | Leafa                         |
| 2013                              | Super Danganronpa another 2                                                     | Nijiue Iroha                  |
| 2014                              |                                                                                 |                               |
| Date A Live: Ars Install          | Itsuka Kotori                                                                   |                               |
| Dengeki Bunko: Fighting Climax    | Leafa, Kōsaka Kirino                                                            |                               |
| Sword Art Online: Hollow Fragment | Leafa                                                                           |                               |
| CV: Casting Voice                 | Uchiyama Saaya                                                                  |                               |
| Robot Girls Z Online              | Boss Borokko (Boss Borot)                                                       |                               |
| 2015                              | Deemo: The Last Recital                                                         | Little Girl / Alice           |
| 2015                              | The Idolm@ster Cinderella Girls: Starlight Stage                                | Koshimizu Sachiko             |
| 2015                              | Skullgirls                                                                      | Fillia                        |
| 2015                              | Girl Friend Beta                                                                | Kohinata Ichigo               |
| 2015                              | Dengeki Bunko: Fighting Climax Ignition                                         | Leafa, Kousaka Kirino         |
| 2015                              | Dragon Quest Heroes: The World Tree's Woe and the Blight Below                  | Jesssica                      |
| 2015                              | Digimon Story: Cyber Sleuth                                                     | Tawa Reiko                    |
| 2015                              | Megadimension Neptunia VII                                                      | B-Sha                         |
| 2015                              | Sword Art Online: Lost Song                                                     | Leafa                         |
| 2015                              | Little Noah                                                                     | Noah                          |
| 2016                              | Divine Gate                                                                     | Hikari                        |
| 2016                              | Granblue Fantasy                                                                | Koshimizu Sachiko, Juana      |
| 2016                              | STAIRLY GIRLS -Episode Starsia-                                                 | Sargas                        |
| 2016                              | Dragon Quest Heroes II                                                          | Jessica                       |
| 2016                              | Phantasy Star Online 2 es                                                       | Yamigarasu                    |
| 2016                              | Berserk and the Band of the Hawk                                                | Erica                         |
| 2016                              | World of Final Fantasy                                                          | Tama                          |
| 2016                              | Sword Art Online: Hollow Realization                                            | Leafa                         |
| 2016                              | OZ Chrono Chronicle                                                             | Raviola                       |
| 2016                              | Alternative Girls                                                               | Yuki Miyaka                   |
| 2017                              | Accel World vs. Sword Art Online: Millennium Twilight                           | Leafa                         |
| 2017                              | Project Tokyo Dolls                                                             | Aya                           |
| 2017                              | Dragon Quest Rivals                                                             | Jessica                       |
| 2017                              | The Legend of Heroes: Trails of Cold Steel III                                  | Shirley Orlando (NPC)         |
| 2017                              | Puella Magi Madoka Magica Side Story: Magia Record                              | Alina Gray                    |
| 2017                              | Honkai Impact 3rd                                                               | Frederica Nikola Tesla        |
| 2017                              | Xenoblade Chronicles 2                                                          | Zenobia                       |
| 2018                              | Persona 3: Dancing in Moonlight                                                 | Labrys                        |
| 2018                              | Persona 5: Dancing in Starlight                                                 | Labrys                        |
| 2018                              | Girls und Panzer: Dream Tank Match                                              | Alice Shimada                 |
| 2018                              | Zanki Zero: Last Beginning                                                      | Mashiro Yuma                  |
| 2018                              | Sdorica                                                                         | Alice, Masked Gir             |
| 2018                              | Sword Art Online: Fatal Bullet                                                  | Leafa                         |
| 2018                              | Caravan Stories                                                                 | Martha                        |
| 2018                              | Master of Eternity                                                              | Jeanie                        |
| 2018                              | Gestalt Odin                                                                    | Yamaneko (Wildcat) Arthur     |
| 2018                              | Han-gyaku-Sei Arthur Million Arthur                                             | Yamaneko (Wildcat) Arthur     |
| 2018                              | Million Arthur: Arcana Blood                                                    | Yamaneko (Wildcat) Arthur     |
| 2018                              | Dragalia Lost                                                                   | Natalie                       |
| 2018                              | Shoujo Kageki Revue Starlight: Re LIVE                                          | Misora Kano                   |
| 2018                              | The Legend of Heroes: Trails of Cold Steel IV                                   | Shirley Orlando (NPC)         |
| 2019                              | King's Raid                                                                     | Pansirone                     |
| 2019                              | Engage Princess                                                                 | Kirino Kousako                |
| 2019                              | Rune Factory 4 Special                                                          | Dolcle                        |
| 2019                              | Liên Minh Huyền Thoại                                                           | Qiyana (phiên bản tiếng Nhật) |
| 2019                              | Pokémon Masters EX                                                              | Iris                          |
| 2019                              | RELEASE THE SPYCE secret fragrance                                              | Todoroki Hasumi               |
| 2019                              | Soulworker                                                                      | Chii Aruel                    |
| 2019                              | 47 HEROES                                                                       | Yanagino Ayaka                |
| 2019                              | Food Fantasy                                                                    | Rice                          |
| 2019                              | DEEMO -Reborn                                                                   | Little Girl / Alice           |
| 2020                              | Another Eden                                                                    | Altena                        |
| 2020                              | Sword Art Online: Alicization Lycoris                                           | Leafa                         |
| 2020                              | Arknights                                                                       | W                             |
| 2020                              | Catherine (Nintendo Switch)                                                     | Catherine                     |
| 2020                              | Alice Gear Aegis                                                                | Aya                           |
| 2020                              | Gotōbun no Hanayome Itsutsugo-chan wa Puzzle o Gotōbun Dekinai                  | Nakano Nino                   |
| 2020                              | Itai no wa Iya nano de Bōgyoryoku ni Kyokufuri Shitai to Omoimasu. ~Line Wars!~ | Frederica                     |
| 2020                              | Date A Live: Ren Dystopia                                                       | Itsuka Kotori                 |
| 2020                              | Mahjong Soul                                                                    | Terasaki Chihori              |
| 2020                              | Fantasia Re:Build                                                               | Itsuka Kotori, Tōjo Koneko    |
| 2020                              | Bleach: Brave Souls                                                             | Bambietta Basterbine          |
| 2020                              | Idola Phantasy Star Saga                                                        | Io                            |
| 2021                              | THE iDOLM@STER POPLINKS                                                         | Koshimizu Sachiko             |
| 2021                              | Gotoubun no Hanayome ∬: Natsu no Omoide mo Gotoubun                             | Nakano Nino                   |
| 2021                              | Märchen Forest                                                                  | Mylne                         |
| 2021                              | Shin Megami Tensei V                                                            | Nuwa                          |
| 2021                              | Megaton Musashi                                                                 | Nishino Kiyoka                |
| 2022                              | Kanojo, Okarishimasu: Heroine All Star                                          | Yomase Hari                   |
| 2022                              | Eiga Gotōbun no Hanayome ~Kimi to Sugoshita Itsutsu no Omoide                   | Nakano Nino                   |

### Lồng tiếng

#### Phim người đóng
- Genius, Hans Albert Einstein khi 10 tuổi (Alice Edwards thủ vai)[117]
- Jexi, Cate Finnegan (Alexandra Shipp thủ vai)[118]

#### Phim hoạt hình
- The Angry Birds Movie 2, Silver[119]

## Danh sách đĩa nhạc

### Album
- apple symphony (10 tháng 4, 2013)[120]
- Colore Serenata (19 tháng 11, 2014)
- Lyrical Concerto (2 tháng 11, 2016)
- Méli-mélo meli mellow (15 tháng 9, 2021)[120]

### Album tổng hợp
- apple feuille (29 tháng 11, 2017)[120]

### Đĩa đơn
- "Sinfonia! Sinfonia!!!" (11 tháng 4, 2012)[121]
- "Onpu no Kuni no Alice" (♪の国のアリス?) (12 tháng 9, 2012)
- "Jiku Tours" (時空ツアーズ?) (9 tháng 1, 2013)
- "Shumatsu Cinderella" (週末シンデレラ?) (4 tháng 12, 2013).
- "Shumatsu Cinderella" (週末シンデレラ?) (4 tháng 6, 2014
- "Kajirikake no Ringo (齧りかけの林檎?) (15 tháng 10, 2014)
- "Little*Lion*Heart" (4 tháng 11, 2015)
- "Hey! Calorie Queen" (Hey!カロリーQueen?) (27 tháng 1, 2016)
- "Miss. Revolutionist" (26 tháng 6, 2016)
- "OH MY Sugar Feeling!!" (OH MYシュガーフィーリング!!?) (31 tháng 1, 2018)
- "Innocent Notes" (6 tháng 1, 2019)
- "Ashita no Katachi" (明日のカタチ?) (1 tháng 3, 2023)[121]

#### Đĩa đơn kĩ thuật số
- "Dear Dear" (20 tháng 1, 2021)[122]